# 부개고등학교
부개고등학교(富開高等學校)는 대한민국 인천광역시 부평구 부개동에 위치한 공립 고등학교이다.

## 학교 연혁
- 2003년 12월 30일 : 부개고등학교 인가 (36학급)
- 2004년 3월 1일 : 초대 오재궁 교장 취임
- 2004년 3월 3일 : 신입생 입학식(남 266명, 여 189명 계 455명)
- 2007년 2월 15일 : 제1회 졸업식 (남 260명, 여 179명 계 439명)
- 2017년 3월 2일 : 제14회 입학식 (남 131명, 여 97명 계 228명)
- 2021년 9월 1일 : 제7대 이용우 교장 취임
- 2024년 2월 7일 : 제18회 졸업식(남 102명, 여 74명 계 176명)

## 참고 자료
- 부개고등학교 - 한국교육학술정보원 학교알리미